# كان بنتلي
كان بنتلي (بالفرنسية: Kane Bentley)‏ هو لاعب دوري الرغبي فرنسي، ولد في 16 أبريل 1987 في أوكلاند في نيوزيلندا.

## روابط خارجية
- كان بنتلي على موقع ItsRugby.co.uk (الإنجليزية)